# 卡瓦利诺
卡瓦利诺（義大利語：Cavallino），是意大利莱切省的一个市镇。总面积22平方公里，人口12149人，人口密度552.2人/平方公里（2009年）。ISTAT代码为075020。